# Pelargonium sidoides
Pelargonium sidoides és una planta de la família de les geraniàcies amb usos medicinals originària de Sud-àfrica. Els zulús la utilitzaven per a tractar afeccions respiratòries, inclosa la tuberculosi. Va ser introduïda a Europa l'any 1897 per part del britànic Charles Stevens com a tractament contra la tuberculosi. L'extracte d'aquesta planta, anomenat "Cura de Stevens", va caure en desús amb l'aparició dels compostos d'origen sintètic.
Aquesta planta de la família dels geranis, original del sud d'Àfrica, fora durant l'època de colonització del sud del continent, quan els colons van realitzar un primer contacte amb la planta i amb el seu ús medicinal.
L'ús medicinal del Pelargonium al camp del tractament com a medicament amb la tuberculosis es va prolongar durant diverses dècades, fins a la seva substitució per medicaments moderns i sintètics.
Les propietats terapèutiques de P. sidoides és una planta medicinal que actua sobre l'origen dels símptomes del refredat des dels seus inicis, fomentant una recuperació més ràpida.
De la família dels geranis, està demostrat que l'extracte sec d'arrel de Pelargonium sidoides és molt beneficiós per a tractar la bronquitis i la sinusitis.